# Фоча-Устиколина
Община Фоча-Устиколина (босн. и хорв. Opština Foča-Ustikolina, серб. Општина Фоча-Устиколина) — боснийская община, расположенная в восточной части Федерации Боснии и Герцеговины. Административным центром является город Устиколина.

## Население
По данным переписи населения 1991 года, в общине проживали 5274 человека. По оценке на 2011 год, население составляет 4000 человек. По состоянию на 2005 год 99 % населения составляли боснийцы.

## Образование
В селе Яблука расположена крупнейшая средняя школа в общине.

## Экономика
Население общины занято преимущественно сельским хозяйством, небольшое число работает в административных учреждениях и на некоторых предприятиях. Община Фоча-Устиколина является одной из наиболее отстающих в экономическом развитии общин Боснии и Герцеговины.